# Дорота Тераковська
Дор́ота Тераќовська (пол. Dorota Terakowska, справжнє ім'я Барбара Розалія Тераковська) (нар. 30 серпня 1938, Краків — пом. 4 січня 2004, там само) — відома польська письменниця і журналістка. Автор ряду статей і репортажів, книг для дорослих і дітей та юнацтва, що стали дитячими бестселерами, творів в жанрі фантастики.

## Біографія
До 1965 вивчала соціологію в Яґеллонському університеті в Кракові. У 1965–1968 — науковий співробітник відділу соціології культури. Потім протягом багатьох років працювала публіцистом і редактором в газетах та журналах «Gazeta Krakowska» (1969–1981 і з 1991), «Przekrój» (1976–1989) і «Zeszyty Prasoznawcze» (1983–1989).

Була в числі засновників журналу «Czas Krakowski»(1990). У 1995–1999 — віце-президент журналістського об'єднання «Przekrój».
Член об'єднання польських журналістів (1971–1981), об'єднання польських письменників (з 1989) і Союзу театральних авторів і композиторів (з 1982).

Померла в 2004 в Кракові. Похована на Раковицькому кладовищі.

Чоловік — Матей Шумовський, журналіст і документаліст, діти — режисерка Малгожата Шумовська і журналістка Катажина Новак.

## Творчість
Літературний дебют Дороти Тераковської відбувся у 1986, коли вийшла її перша книга «Бабусі Бригіди божевільна подорож по Кракову».
Лауреат літературних премій в номінації «Література для дітей і юнацтва». У 2003 за повість «Воно» удостоєна премії «Краківська книга місяця».

## Українські переклади
- Мишка / Дорота Тераковська ; пер. з пол. Дзвінки Матіяш. — Київ : Грані-Т, 2013. — 360 с.
- Дочка Чарівниць / Дорота Тераковська ; пер. з пол. Дзвінки Матіяш. — Львів : Видавництво Старого Лева, 2016. — 424 с.
- Там, де падають Ангели / Дорота Тераковська ; пер. з пол. Дзвінки Матіяш. — Львів : Видавництво Старого Лева, 2021. — 352 с.